# Uli Hoeneß Cup 2013
Uli Hoeneß Cup là một giải đấu chuẩn bị đầu mùa, trận giao hữu, diễn ra vào ngày 24 tháng 7 năm 2013 tại Allianz Arena ở München, Đức. Trận đấu diễn ra giữa đương kim vô dịch UEFA Champions League, Fußball-Bundesliga, Cúp Liên đoàn bóng đá Đức FC Bayern München và đương kim vô địch La Liga FC Barcelona. Trận đấu kết thúc với chiến thắng 2-0 danh cho đội chủ nhà. Trận đấu là cuộc tái ngộ đầu tiên của tân huấn luyện viên Bayern Pep Guardiola với câu lạc bộ cũ của mình, trận đấu được tổ chức như là một món quà sinh nhật muộn dành cho chủ tịch của Bayern München, Uli Hoeneß.
Bayern khiến Barcelona hoàn toàn lép vế giống như tại bán kết Champions League vừa qua. Các cầu thủ của Bayern cho thấy nền tảng thể lực sung mãn, luôn nhanh hơn và mạnh mẽ hơn trong các pha một đối một. Hiệp một là khoảng thời gian phản ánh rõ nhất sự chênh lệch giữa hai đội. Ngay từ những phút đầu tiên, Robben đã có cơ hội vàng để mở tỷ số sau pha căng ngang của Ribery. Tiếp sau đó là cú sút của Alaba khiến thủ thành Pinto phải vất vả cản phá. Màn tấn công phủ đầu của Bayern thành công với cú đánh đầu của Lahm ở phút 14 sau đường tạt chính xác từ Ribery.
Chỉ có 3 cầu thủ chính của Barca trong mùa giải trước đá chính trên sân Allianz Arena, bao gồm Messi, Alexis Sanchez và Mascherano. Trong hiệp hai trận đấu với Bayern München, trợ lý Jordi Roura đã thay đổi toàn bộ đội hình, và 11 cầu thủ Barca trên sân đều là nhân sự thuộc biên chế Barca B.
Số liệu thống kê cho thấy Barca chỉ kiểm soát bóng 45% so với 55% của Bayern. Lần đầu tiên kể từ 2008, Barca mới giữ bóng ít hơn đối phương, tính cả các trận giao hữu và chính thức.

## Trận giao tranh
| Bayern Munich            | 2–0    | Barcelona |
| ------------------------ | ------ | --------- |
| Lahm 15' · Mandžukić 87' | Report |           |

| Bayern Munich | Barcelona |

| TM               | 1  | Manuel Neuer           | 46' |
| HV               | 13 | Rafinha                | 73' |
| HV               | 17 | Jérôme Boateng         | 67' |
| HV               | 4  | Dante                  | 58' |
| HV               | 27 | David Alaba            |     |
| TV               | 6  | Thiago                 | 73' |
| TV               | 21 | Philipp Lahm (đ.tr)    | 58' |
| TV               | 10 | Arjen Robben           | 46' |
| TV               | 39 | Toni Kroos             | 67' |
| TV               | 7  | Franck Ribéry          | 67' |
| TĐ               | 25 | Thomas Müller          | 46' |
| Dự bị:           |    |                        |     |
| TM               | 22 | Tom Starke             | 46' |
| HV               | 5  | Daniel Van Buyten      | 58' |
| DF               | 15 | Jan Kirchhoff          | 67' |
| HV               | 26 | Diego Contento         | 67' |
| TV               | 31 | Bastian Schweinsteiger | 67' |
| TV               | 30 | Luiz Gustavo           | 58' |
| TV               | 11 | Xherdan Shaqiri        | 46' |
| TV               | 23 | Mitchell Weiser        |     |
| TV               | 34 | Pierre Højbjerg        |     |
| TV               | 36 | Emre Can               | 73' |
| TĐ               | 14 | Claudio Pizarro        | 73' |
| TĐ               | 9  | Mario Mandžukić        | 46' |
| Huấn luyện viên: |    |                        |     |
| Pep Guardiola    |    |                        |     |

| TM               | 13 | José Manuel Pinto   | 46' |     |
| HV               | 2  | Martín Montoya      | 46' |     |
| DF               | 15 | Marc Bartra         | 43' | 46' |
| HV               | 14 | Javier Mascherano   | 41' | 46' |
| HV               | 21 | Adriano             | 46' |     |
| TV               | 12 | Jonathan dos Santos | 46' |     |
| TV               | 17 | Alex Song           | 46' |     |
| TV               | 24 | Sergi Roberto       | 46' |     |
| TĐ               | 9  | Alexis Sánchez      | 46' |     |
| TĐ               | 10 | Lionel Messi (đ.tr) | 46' |     |
| TĐ               | 20 | Cristian Tello      | 46' |     |
| Dự bị:           |    |                     |     |     |
| TM               | 25 | Oier Olazábal       | 46' |     |
| HV               | 3  | Sergi Gómez         | 46' |     |
| HV               | 4  | Ilie                | 46' |     |
| TV               | 6  | Jordi Quintillà     | 46' |     |
| TV               | 7  | Kiko Femenía        | 46' |     |
| TV               | 8  | Javier Espinosa     | 46' |     |
| TV               | 11 | Joan Román          | 46' |     |
| TV               | 16 | Dani Nieto          | 46' |     |
| HV               | 18 | Carles Planas       | 46' |     |
| TĐ               | 19 | Jean Marie Dongou   | 46' |     |
| TV               | 22 | Patric              | 46' |     |
| TĐ               | 23 | Sergi Samper        |     |     |
| Huấn luyện viên: |    |                     |     |     |
| Jordi Roura      |    |                     |     |     |